# 萊茵同盟

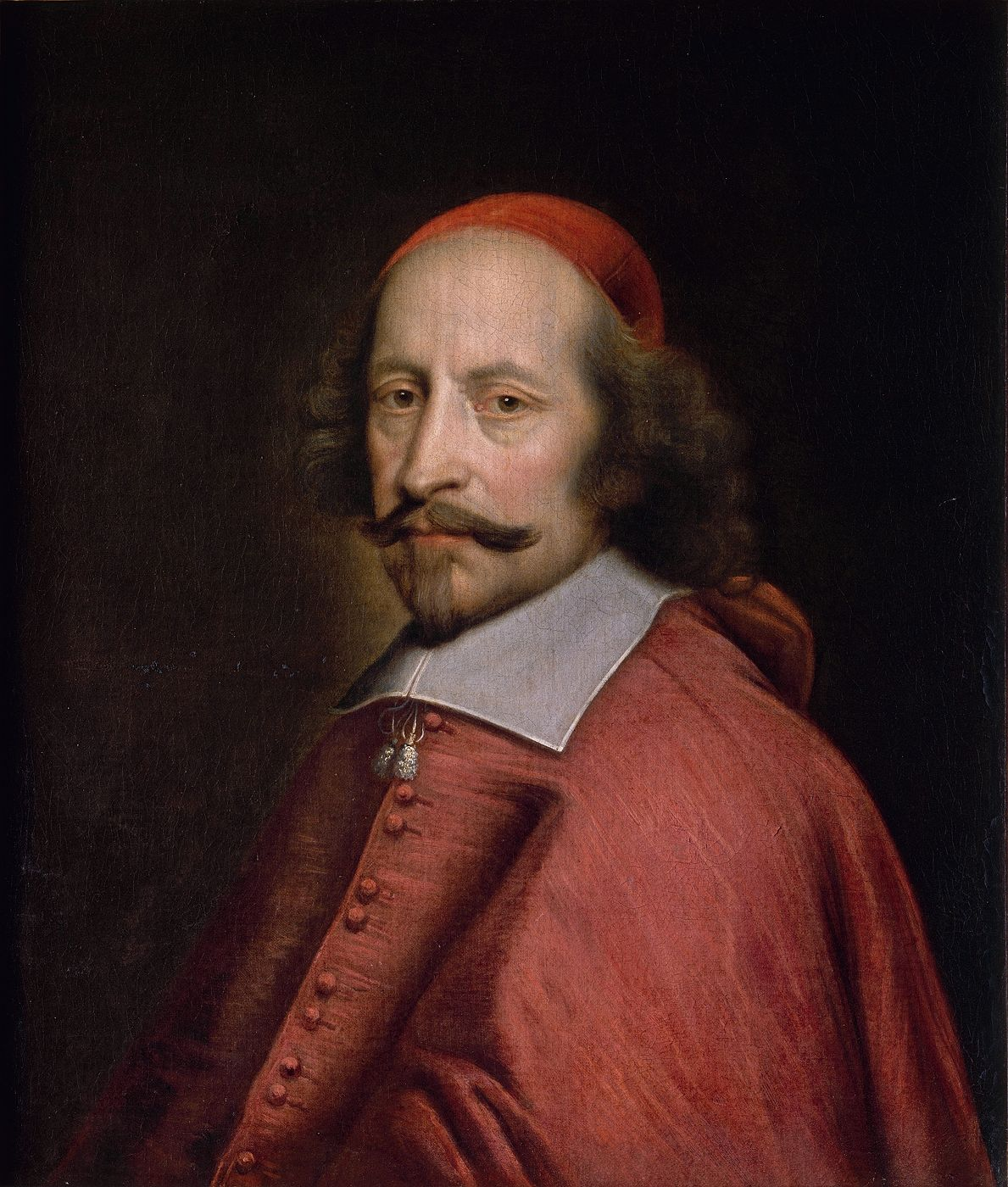
儒勒·马萨林

萊茵同盟（德語：Rheinische Allianz），又称第一次萊茵同盟，是路易十四於1658年8月14日所創建的防禦性同盟，在法國實質首相朱爾·馬薩林、弗雷訥侯爵及美茵茨選帝侯兼神聖羅馬帝國大臣約翰·菲利普·馮·舍伯恩的主導與協調下，超過50個萊茵河沿岸的日耳曼親王一同加入這個聯盟。

## 目標
萊茵同盟的目標，是希望能削弱神聖羅馬帝國皇帝甚至是利奧波德一世的地位，並邊緣化奧地利哈布斯堡王朝。儘管法軍取得沙丘戰役的勝利，卻依然無法讓路易十四如願登上神聖羅馬帝國的皇位。新的邦聯與法國結盟，誓言不讓任何反法部隊跨越他們的領土（亦即不讓他們在西屬尼德蘭或其他地方攻擊法軍），從而透過沿萊茵河縱行的「軍事邊界」保障法國東部邊境，並切斷奧地利與西屬尼德蘭的聯繫。
瑞典在日耳曼不來梅-弗登及瑞屬波美拉尼亞地區的地位先後受到保障。同盟成員國還發誓遵守1648年威斯特伐利亞和約的條款內容，該條款通過授權日耳曼諸侯、皇帝的直屬附庸，使他們能互相或與外國結盟，從而使同盟成為可能。

## 歷史
萊茵同盟於1658年8月14日創建時的成員如下：
- 特里爾選帝侯親王卡爾·卡斯珀·馮德萊恩（英语：Karl Kaspar von der Leyen）
- 美茵茨選帝侯親王約翰·菲利普·馮·舍伯恩（英语：Johann Philipp von Schönborn）
- 科隆選帝侯親王馬克西米利安·亨利（英语：Maximilian Henry of Bavaria）
- 明斯特大主教伯恩哈德·凡·加能（英语：Berend van Galen）
- 普法爾茨-諾伊堡帕拉蒂內（英语：Palatine）菲利普·威廉
- 巴伐利亞公爵斐迪南·馬利亞
- 黑森-卡塞爾伯國伯爵（英语：landgrave）威廉六世 (黑森-卡塞爾)
- 不倫瑞克公爵小奧古斯都
- 瑞典國王卡爾十世·古斯塔夫

萊茵同盟曾集結六千人與法國和神聖羅馬帝國一同於1664年的聖哥達戰役中對抗鄂圖曼人。 
萊茵同盟一開始宣布持續三年，之後又延續了兩次，最終於1667年8月正式告終，但因法國在外交上成功讓多數成員國再次組成同盟（Rheinbundrat），所以萊茵同盟實際上是結束1688年。後來，拿破崙以萊茵邦聯的方式復活了同盟，並終結了神聖羅馬帝國。

## 外部連結
- 大英百科全書 （页面存档备份，存于）